# 香宗我部氏
香宗我部氏（こうそかべし）は、日本の氏族。土佐国の豪族であり土佐七雄の一つ。甲斐源氏の子孫と伝えられ、室町時代初期から勢力を伸ばすが、戦国時代末期に長宗我部元親の弟親泰を養子として迎え、以降は長宗我部氏の一族となった。

## 歴史

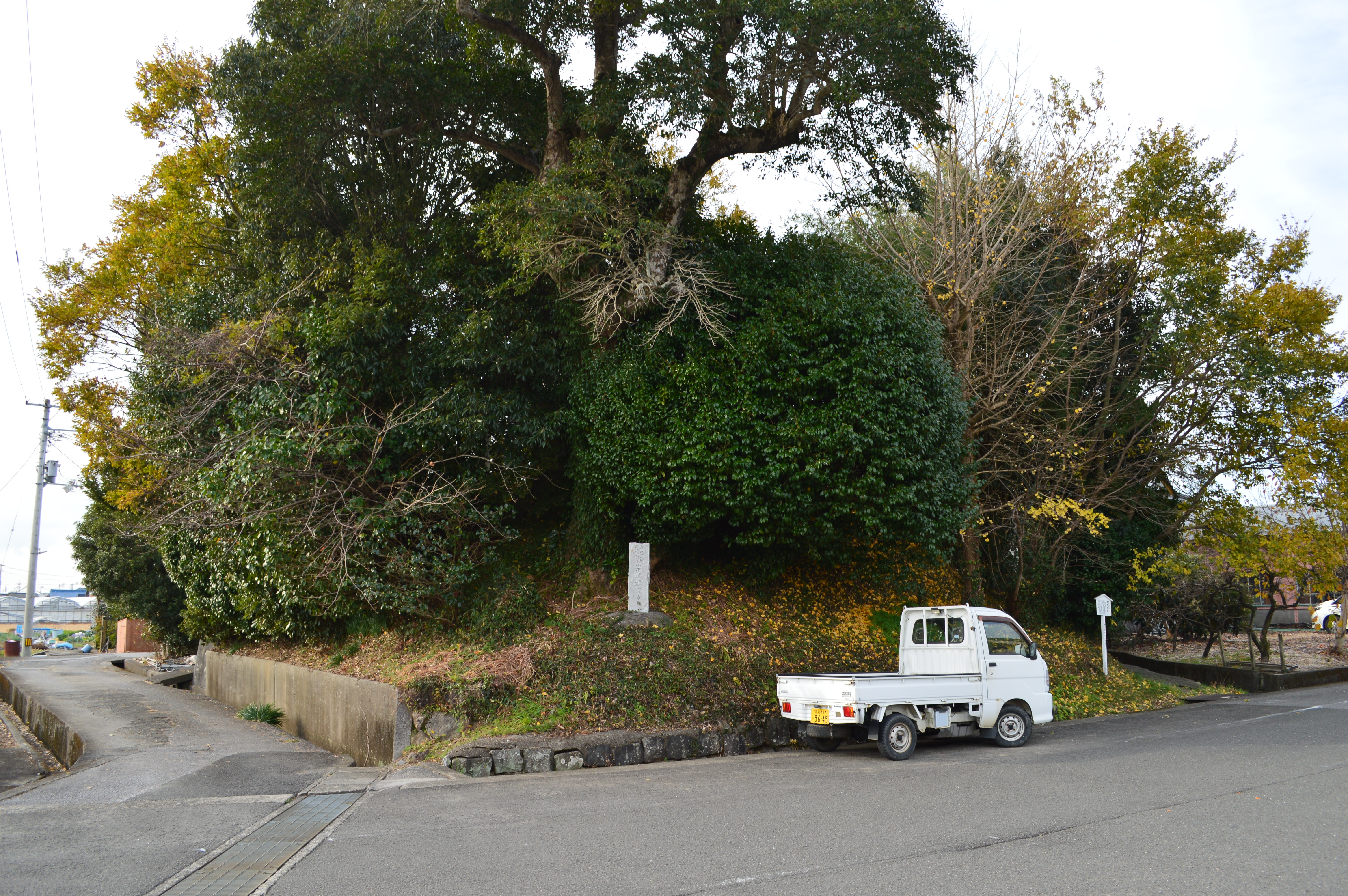
本拠の香宗城跡（高知県香南市）

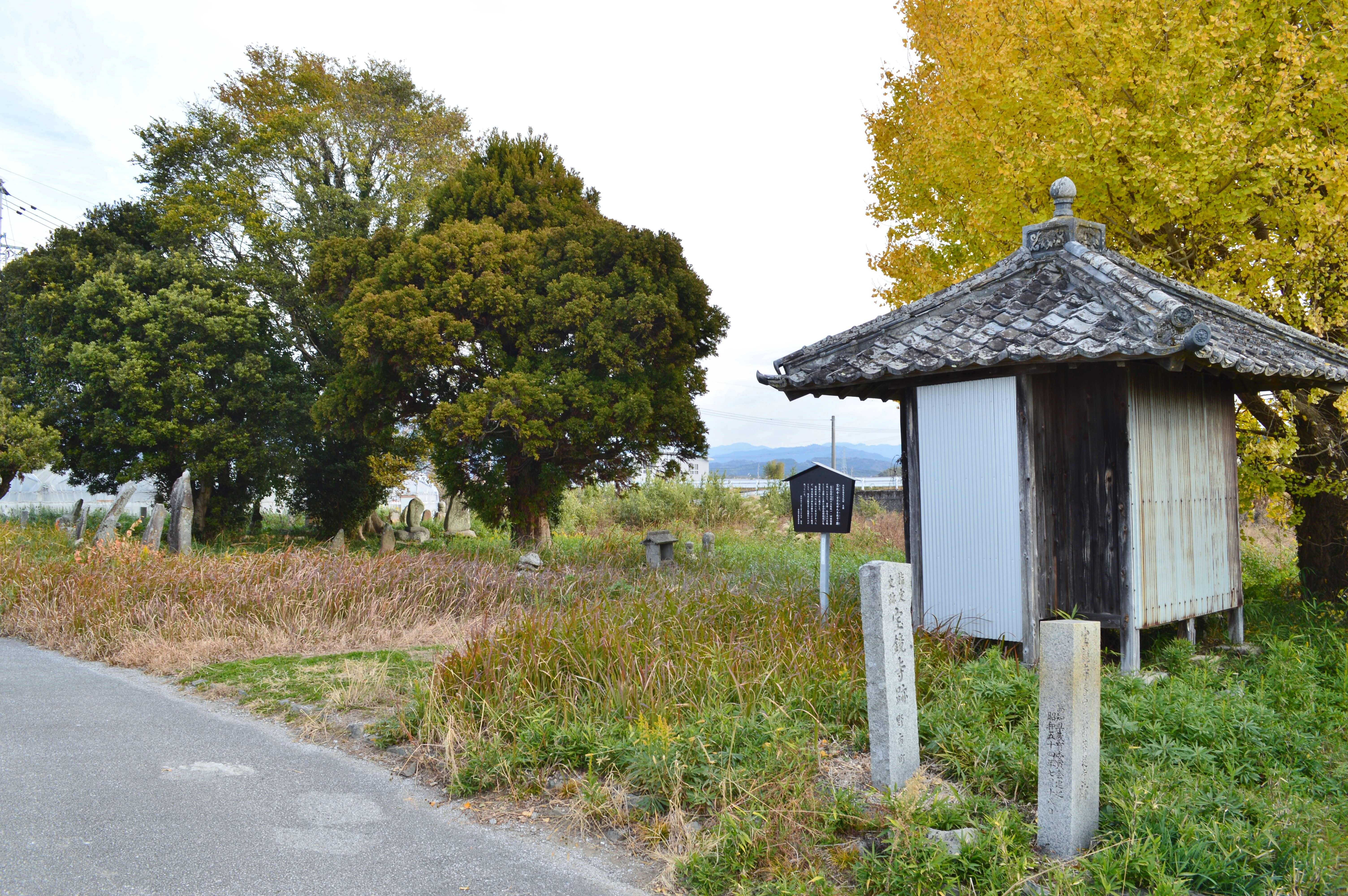
菩提寺の宝鏡寺跡（高知県香南市）

建久4年（1193年）、一条忠頼家臣の中原姓中原秋家が土佐国香美郡宗我・深淵郷（ふかふちごう）の地頭職に補任され、主君・忠頼の暗殺後にその子・秋通を養子としたのに始まる。秋通が香宗我部氏を称して初代となった。なお養父の秋家は土佐山田城に移り山田氏の祖となっている。
秋通の跡は宗通・成通・朝通・重通と直系で相続された。
14世紀の重通の次男・秀頼（甲斐孫四郎入道）は足利尊氏の命で長宗我部信能と共に介良庄（けらのしょう）の平定を行ったり、1362年に香宗我部の一族が物部庄を得たりと勢力を拡張している。15世紀の応仁の乱では上洛し、土佐国守護の細川氏率いる東軍に加わっている。
秀頼ののち時秀・秀能・通秀と続いたが、その後は戦国時代の親秀まで系譜の混乱がある。
通長の子という親秀は東隣の安芸郡に拠る安芸氏と抗争しながら土佐で勢力を広げるが、大永6年（1526年）に安芸氏の攻撃で嫡男の秀義を失った。また西の長岡郡で長宗我部国親が勢力を拡大し、香宗我部氏は東西から圧迫されるようになった。このため親秀は国親の三男・親泰を養子に迎えて長宗我部氏の影響下に入った。ただし親秀の実弟で養子だった秀通がこれに反対したため、親秀によって殺害されている。
一方、香宗我部領の北側・香美郡中北部を勢力下としていた山田氏は長宗我部国親に滅ぼされた。
親泰は、国親の跡を継いだ元親の下で長宗我部一門として土佐・四国の統一戦に参加し活躍した。文禄の役の最中に親泰は長門国で死去し、次男の貞親（親和）が継いだ。関ヶ原の戦いの際に長宗我部氏が改易されると、貞親は土佐を去って佐倉藩主の堀田氏に仕えたが、貞親が死去したその年に佐倉藩は改易されたため、貞親の養子・重親は親類（血縁関係は無し）の五十嵐元成・柴田朝意兄弟が仕えていた仙台藩に仕官し、宮城郡南小泉（現：仙台市若林区南小泉）で2,000石を知行した。仙台の香宗我部氏は一族の記録を現代に伝えている。
一方、養子問題で殺害された秀通の子・泰吉が中山田氏を称して親泰・貞親に仕えている。なお中山田氏は香宗我部氏の移動に同行せず土佐に残り、土佐藩では中山氏を名乗ったが、長宗我部系香宗我部氏から再度養子を迎え香宗我部分家を興したり、また武田氏・喜田氏を名乗った一族もあった。明治時代に活躍した武田秀雄 (海軍軍人)・武田秀山は香宗我部氏の出身である。
2024年7月、当主の香曽我部慶教（こうそがべ よしみち）氏が第50回衆議院議員選挙に愛媛1区から立候補した。